# 大縣神社

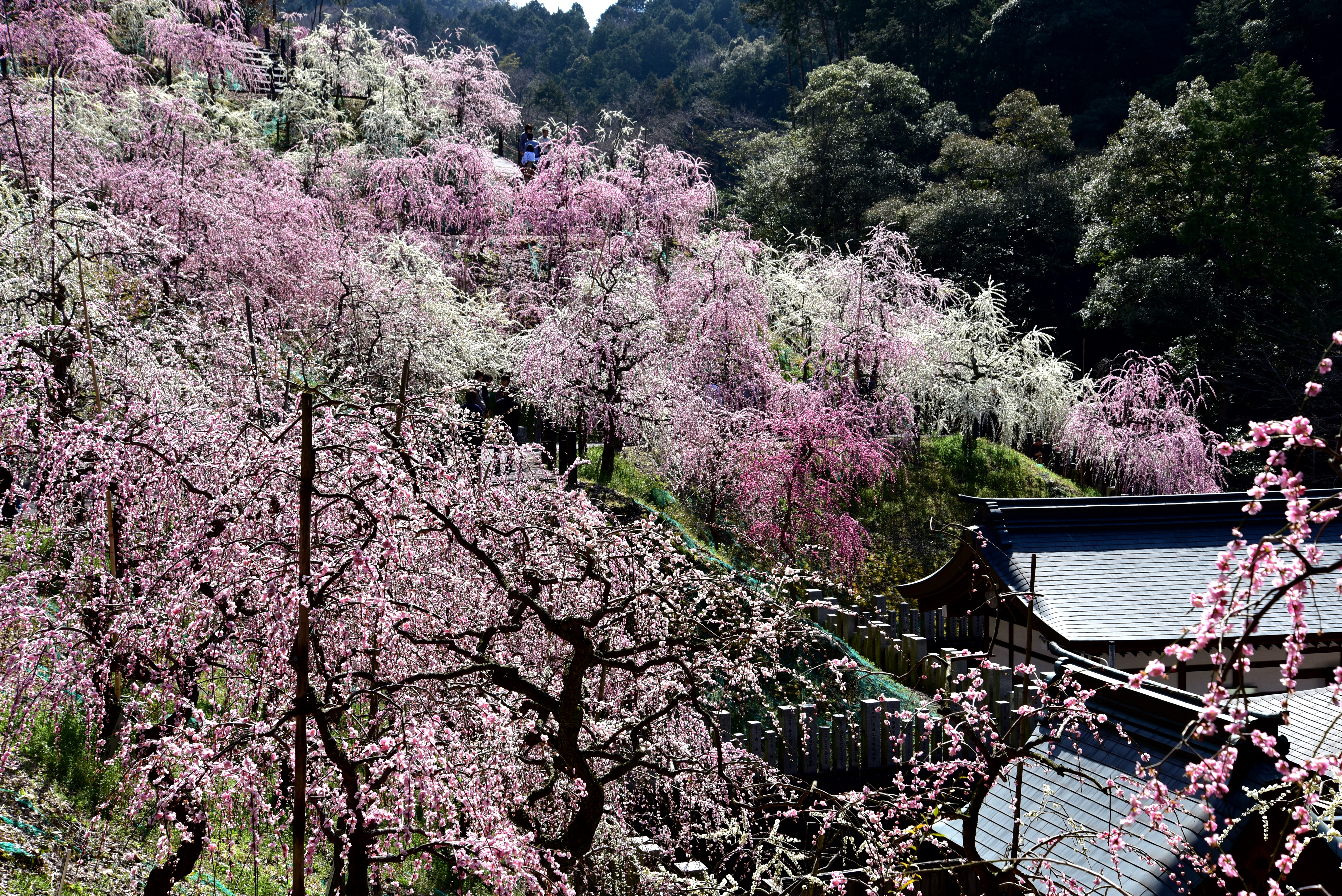
梅園

大縣神社（おおあがたじんじゃ）是位在日本愛知縣犬山市的神社。式內社（名神大社）、尾張國二宮、舊社格為國幣中社（現神社本廳的別表神社）。攝社之一的姫之宮奉祀玉姫命，古來作為安產・授子等的女性守護神而受到崇敬，並有奉納女陰石。

## 關連項目
- 田縣神社 - 愛知縣小牧市的神社。大縣神社的對照，境內祭祀稱作「大男莖形」的男根形的御神體。

## 外部連結
- 大縣神社